# Шенталинский, Виталий Александрович
Вита́лий Алекса́ндрович Шентали́нский (7 октября 1939, Кемерово — 27 июля 2018, Серпухов) — русский писатель, поэт, прозаик, журналист и общественный деятель, педагог.

## Биография
В. Шенталинский окончил Арктическое морское училище в Ленинграде и факультет журналистики МГУ. Зимовал на полярной станции острова Врангеля, участвовал в пяти высокоширотных экспедициях. Много лет работал в журналистике: был редактором радио и телевидения, специальным корреспондентом журнала «Вокруг света», вёл популярную рубрику «Хранить вечно» в журнале «Огонёк». В. Шенталинский — автор двенадцати книг стихов и прозы, лауреат премий журналов «Звезда», «Огонек», «Сельская новь» и др.
Он принимал участие в создании нескольких документальных фильмов в качестве ведущего и консультанта, в том числе — «Секретная жизнь Советского Союза» (Четвёртый канал Британского ТВ, 1990), «КГБ и гласность» (ТВ ФРГ, 1992), «Рукописи не горят» (Голландское ТВ, 1997), «На фоне Пушкина. 1937», 8 серий (Телеканал «Культура», 2007) и др. Выступал с лекциями во многих университетах и общественно-культурных центрах Европы и США. Подготовил к публикации серию книг «Трагедия культуры» — шесть томов классиков русской литературы XX века — в свете новых оценок и открытий (изданы в Испании — Барселона, Circulo de Lectores — Galaxia Gutenberg, 1999—2000).
В годы «перестройки» В. Шенталинский организовал и возглавил Комиссию по творческому наследию репрессированных писателей России. Он опубликовал хранившиеся в архивах КГБ рукописи и материалы о жизни и творчестве И. Бабеля, М. Булгакова, М. Горького, О. Мандельштама, Н. Бердяева, А. Платонова, М. Цветаевой, М. Шолохова, А. Ахматовой, Б. Пастернака, Н. Клюева и других русских писателей. Книги В. Шенталинского, посвящённые этой теме, переведены на девять языков, включая французский, английский и испанский; и изданы в десяти странах мира.
С 2013 года в Чистопольском районе республики Татарстан, где прошло детство писателя, проводится ежегодный зональный фестиваль творчества «Шенталинские чтения».
Сын — Сергей Шенталинский. 
Умер 27 июля 2018 г. Похоронен на Введенском кладбище (8 уч.).

## Творчество
Особенную известность получила книга Виталия Шенталинского «Рабы свободы. В литературных архивах КГБ» (издана на русском в 1995 году), посвящённая судьбе русского Слова в советское время, трагическим страницам истории русской литературы. Автор, основываясь на новых, бывших до последнего времени закрытыми и недоступными для общества материалах из архивов КГБ, рассказывает о писателях, которые подверглись репрессиям, либо так или иначе испытали на себе притеснение со стороны спецслужб. В рейтинге лучших книг, вышедших во Франции в 1993 году, эта книга — под названием «La Parole ressuscitee…» — заняла второе место. Книга получила одобрительные отзывы А. Солженицына, Б. Окуджавы, Л. Чуковской, Е. Евтушенко и других известных писателей и специалистов по русской литературе и истории. Лев Копелев благодарил В. Шенталинского «за печальную, горькую, но необходимую книгу». 
Продолжением работы над этой трагической темой стали книги Виталия Шенталинского «Донос на Сократа» и «Преступление без наказания».
Переводил с церковнославянского языка выдающийся памятник древнерусской письменности «Статиръ», он один из создателей книги «От избытка сердца говорят уста. Рукопись XVII века „Статиръ“ и её автор».

## Краткая библиография

### Книги стихов
- Шенталинский В. А. Вместе с птицами: Стихи / [Ил.: А. С. Макаров]. — Магадан: Магаданское книжное издательство, 1968. — 68 с.
- Шенталинский В.А. Перелетные снега. Книга стихов. — М.: Современник, 1983. — 78 с.
- Шенталинский В.А. Яви лицо. — М.: Прометей, 1989. — 143 с.
- Шенталинский В.А. Наедине с людьми: стихотворения. — М.: Кругъ, 2012. — 262 с. — ISBN 978-5-7396-0223-7.
- Pokaži lice (серб.) / Vitalij Šentalinski; Prev. Vera Horvat. — Београд: Paideia, 2000. — 48 p. — (Biblioteka Poezija). — ISBN 86-7448-051-9.

### Проза
- Шенталинский В. А. Дом человеку и дикому зверю [История о-ва Врангеля]. — М.: Мысль, 1988. — 235 с. — ISBN 5-244-00154-X.
- Шенталинский В. А. Ледовый капитан: документальная повесть. — Магадан: Магаданское книжное издательство, 1980. — 160 с.
- Шенталинский В. А. Преступление без наказания: документальные повести. — М.: Прогресс-Плеяда, 2007. — 573 с. — ISBN 978-5-93006-033-1.
- Лав Толстоj у Лубjанки (серб.) = Лев Толстой на Лубянке / Виталиj Шенталински; прев. с рус. Неда Николић Бобић. — Београд: Руссика, 2012. — 147 p. — ISBN 978-5-93006-033-1.
- Chentalinski, Vitali Aleksandrovitch. La parole ressuscitée: dans les archives littéraires du KGB (фр.) = Рабы свободы / traduit du russe par Galia Ackerman et Pierre Lorrain. — Paris: R. Laffont[фр.], 1993. — 462 p. — (Pluriel / Hachette). — ISBN 2221073134, OCLC 499613724. — ISBN 9782012787032.
- В. Шенталинский. Рабы свободы. В литературных архивах КГБ (Бабель, Булгаков, Флоренский, Пильняк, Мандельштам, Клюев, Платонов, Горький). — М.: Прометей, 1995. — 390 с. ISNB 5-900920-01-1
- Шенталинский В. А. Рабы свободы: документальные повести. — М.: Прогресс-Плеяда, 2009. — [1] с., [16] л. ил., портр.: ил., факс., 586 с. — ISBN 978-5-93006-085-0.
- Chentalinski, Vitali Aleksandrovitch. Les surprises de la Loubianka : retour dans les archives littéraires du K.G.B. (фр.) = Донос на Сократа / traduit du russe par Galia Ackerman et Pierre Lorrain. — Paris: R. Laffont[фр.], 1996. — 361 p. — (Pluriel / Hachette). — ISBN 2-221-07825-X, OCLC 36401926. — ISBN 9782221078259.
- Шенталинский В.А. Донос на Сократа. — М.: Формика-С, 2001 — 459 с. ISBN 5-8463-0081-2 (переиздана в 2011 году в издательстве "Прогресс-Плеяда").
- Vitali Shentalinski. La palabra arrestada. Galaxia Gutenberg. Barcelona, 2018. — 560 p.
- Шенталинский В.А. Кому кольцо Садовое, кому Полярный круг. — Магадан: Охотник, 2020. — 413 с. ISBN 978-5-906641-61-8
- Шенталинский В. А. Обитаемый остров. — Магадан : Охотник, 2020. — 417 с.  ISBN 978-5-906641-62-5
- Шенталинский В. А. Город-ровесник. Стихи и проза. — Магадан : Охотник, 2021. — 436 с  ISBN 978-5-906641-82-3

### о нём
- Александр Малкин. Отворивший «Гробницу памяти»: к 75-летию Большого террора // Зарубежье : информационно-аналитическое издание. — 2012. — Февраль (№ 2(86)).